# Polyergus breviceps
Polyergus breviceps é uma espécie de insecto da família Formicidae.
É endémica dos Estados Unidos da América.